# Lichenologie

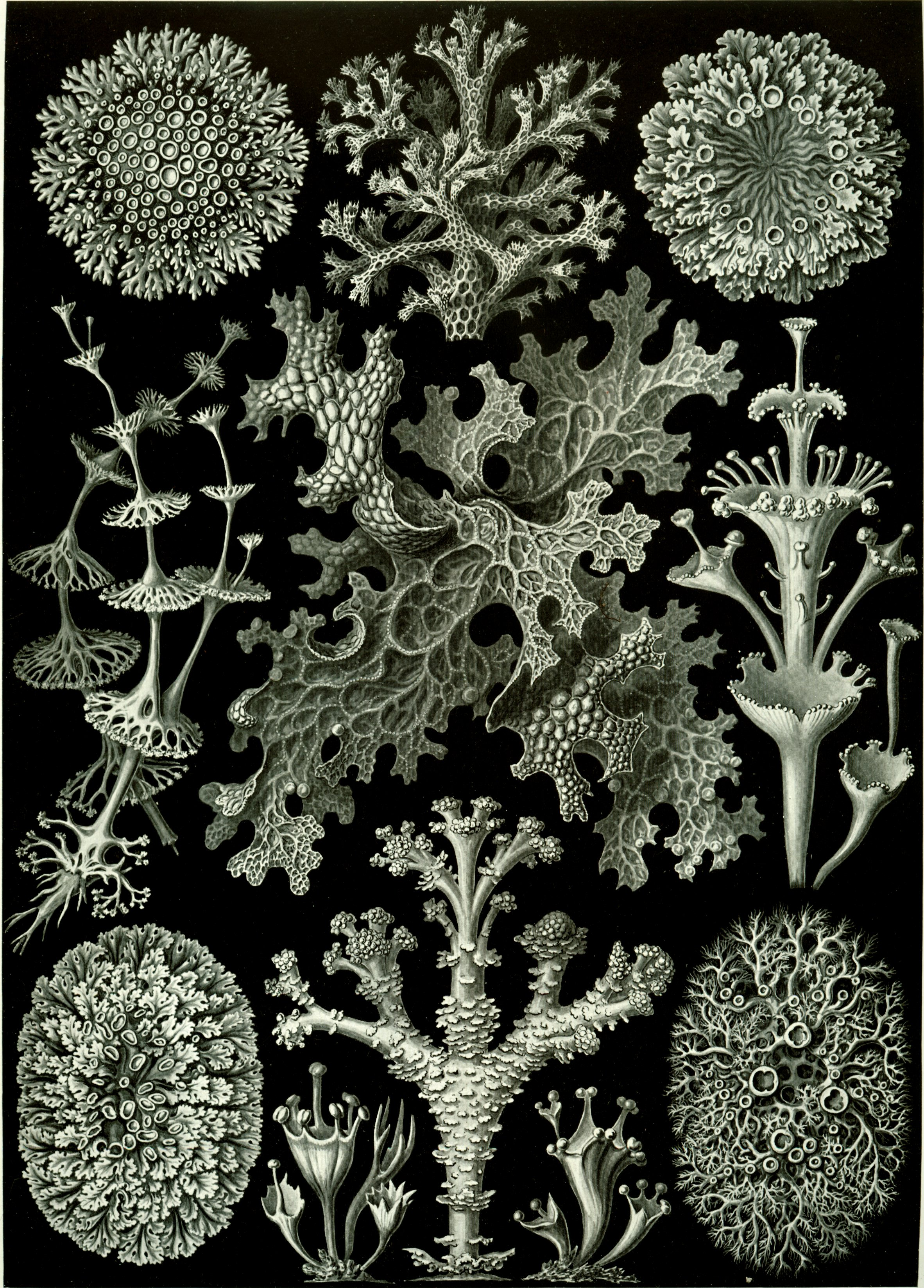
Voorbeelden van korstmossen

Lichenologie is de studie van korstmossen en maakt deel uit van de mycologie. Wetenschappers die zich bezighouden met korstmossen, worden lichenoloog genoemd. Bekende lichenologen zijn Erik Acharius, André Aptroot, David Hawksworth en Irwin Brodo.
De International Association for Lichenology is een organisatie die zich richt op de internationale promotie van de lichenologie. 